# Хуситы
Хуси́ты (хоуситы, хути; араб. الحوثيون‎ аль-Х̣ӯс̱ию̄н), или «Анса́р Алла́х», также «Ансарулла́», «Ансарулла́х», «Анса́р Алла́» (араб. أنصار الله‎ ʾАнс̣а̄р Алла̄х) — военизированная группировка шиитов-зейдитов (джарудиты), действующая на территории Йемена. В 2004 году подняла вооружённое восстание против правительства Йемена, постепенно захватив контроль над некоторыми южными территориями страны. Хуситы приняли участие в йеменской революции 2011 года, в результате которой ушёл в отставку президент Али Абдалла Салех.
При этом движение изначально носит религиозно-политический характер, что заставляет рассматривать его в контексте проблематики роста и развития исламистских движений в постколониальном исламском мире.
С начала 2015 года, после захвата столицы Йемена Саны и создания Революционного совета, последний де-факто стал правящей организацией в Йемене. Председателем Революционного совета являлся Мухаммед Али аль-Хуси. Легитимность его власти над Йеменом не была признана ООН, США и ССАГПЗ.
Хуситы пользуются военной и финансовой поддержкой Ирана и его союзников в лице партии «Хезболла».
Группа названа по имени её основателя и бывшего руководителя Хусейна аль-Хуси, который был убит йеменской армией в сентябре 2004 года.
Хуситы признаны террористической организацией Саудовской Аравией, Объединёнными Арабскими Эмиратами, Малайзией и Советом президентского руководства Йемена. США классифицируют хуситов как глобальных террористов особого значения.

## Символика
Официальный лозунг хуситов — араб. الله أكبر, الموت لأمريكا, الموت لإسرائيل, اللعنة علی اليهود, النصر للإسلام‎ —  «Аллах велик, смерть Америке, смерть Израилю, проклятие иудеям/евреям, победа за исламом»‎. Происламские фразы на эмблеме выделены зелёным, а антиамериканистская, антисионистская и антисемитская фраза — красным.
Впервые этот слоган был публично произнесён в январе 2002 года в школе имама аль-Хади в Марране. Однако существует альтернативная версия, согласно которой Хусейн Бадруддин аль-Хуси впервые выкрикнул этот лозунг в ответ на изображение израильских солдат, убивающих молодого палестинского мирного жителя, погибшего на руках своего отца во время интифады Аль-Аксы в 2000 году.

## История
Хуситы исповедуют зейдитский мазхаб. Зейдиты проживают преимущественно на севере Йемена, составляя около трети населения страны. Основное отличие зейдитов от шиитов заключается в том, что, по их убеждению, имамом (духовным главой) верующих может быть не только потомок праведного халифа Али, но и любой мусульманин.
В качестве лидеров зейдитского движения, сформировавшегося в начале 1990-х годов в провинции Саада, выдвинулись представители семейства аль-Хуси. Эта уважаемая семья из числа потомков пророка Мухаммеда вплоть до революции 1962 года занимала ведущие религиозные и политические позиции в провинции Саада, но и после революции сохранила значительное неформальное влияние. Духовным лидером зейдитского движения в Сааде был признан глава семьи — сеид Бадр ад-Дин аль-Хуси — один из крупнейших в Йемене зейдитских авторитетов в области богословия и мусульманского права. Главную миссию он видел в организации противодействия со стороны зейдитов попыткам распространения в северных провинциях Йемена (прежде всего в провинциях Саада и аль-Джауф) суннитской доктрины «ваххабитского» толка. Однако в силу весьма преклонного возраста сейид Бадр ад-Дин аль-Хуси делегировал непосредственное руководство движением одному из своих сыновей — Хусейну Бадр ад-Дину. Именно этот деятель вплоть до своей гибели в 2004 году считался бессменным руководителем зейдитского движения, известного под названием «Аш-Шабаб аль-Му-минин» («Правоверная молодежь»).
В 2004 году Хусейн аль-Хуси стал имамом йеменских зейдитов, обвинив власти Йемена в дискриминации зейдитского населения и в сотрудничестве с США и подняв антиправительственный мятеж.
После смерти аль-Хуси руководство группировкой перешло к его брату Абдул-Малику аль-Хуси. В 2009 году при поддержке Саудовской Аравии правительственные войска подавили мятеж. В феврале 2010 года между хуситами и властями Йемена было подписано соглашение о прекращении огня.
Правительство Йемена обвиняет хуситов в том, что они пользуются поддержкой Ирана. Хуситы заявляют, что защищают шиизм от влияния суннизма, который исповедует большинство населения страны. Кроме этого, одним из требований хуситов было предоставление большей автономии северной провинции Саада, в которой проживают преимущественно шииты. Противники хуситов считают, что они пытаются возродить зейдитский имамат, существовавший на территории Северного Йемена до революции 1962 года.
Боевым крылом движения считается группировка «Ансар Аллах». В ноябре 2014 года Совет Безопасности ООН наложил санкции на военных лидеров группировки Абдель-Халида аль-Хуси и Абдаллаха Яхью аль-Хакима за «угрозу миру, стабильности страны, и препятствие политическому процессу».
В 2011 году, после начала в стране протестов против режима президента Али Абдаллаха Салеха, хуситы расширили своё влияние на севере Йемена. Они начали вооружённую борьбу не только против правительственных войск, но и против таких сил, как партия «аль-Ислах», конфедерации племен хашид, боевиков «Аль-Каиды» и связанной с ней группировки «Ансар аш-Шариа».

## Приход к власти
В августе 2014 года хуситы начали проводить в ряде регионов страны массовые демонстрации, выступая против объявленного властями сокращения субсидий на нефтепродукты, которые вызвали резкий рост цен на бензин. К середине сентября 2014 года хуситы захватили несколько районов столицы страны Саны, в том числе ряд государственных учреждений.
21 сентября 2014 года хуситы и правительство Йемена при посредничестве ООН подписали соглашение, одним из условий которого стала отставка правительства Мухаммеда Басиндвы. Из-за угроз со стороны лидера хуситов Абдул-Малика аль-Хуси, Ахмад Авад ибн Мубарак отказался возглавить правительство. 13 октября 2014 года премьер-министром был назначен Халид Махфуз Бахах, кандидатуру которого одобрили хуситы.
В декабре 2014 года, несмотря на подписанное в сентябре мирное соглашение, хуситы продолжили вооружённую борьбу, взяв под контроль большую часть городов Архаб, Ходейда, здания государственной нефтяной компании «Сафер петролеум» и государственной газеты «ас-Саура» в Сане.
19 января 2015 года хуситы напали на кортеж премьер-министра Халида Махфуза Бахаха и захватили здание государственной телекомпании в Сане. После нескольких часов сражений было достигнуто соглашение о прекращении огня, которое было нарушено уже на следующий день. 20 января 2015 года хуситы захватили здание спецслужб и резиденцию президента в Сане.
22 января президент Абд-Раббу Мансур Хади подал прошение об отставке. Агентство «Голос России» сообщило, что председатель палаты депутатов Йемена призвал провести экстренное заседание для рассмотрения прошения президента страны Абд Раббу Мансура Хади об отставке и голосования по нему 24 января, но заседание так и не состоялось. Члены правительства Йемена также направили президенту страны прошение о своей отставке.
1 февраля хуситы предъявили политическим партиям страны ультиматум: если через три дня не будет сформировано правительство, повстанцы навяжут своё собственное решение.
5 февраля стало известно, что хуситы приняли новую «конституционную декларацию», и что большинство политических сил в Йемене договорились о создании президентского совета, который будет управлять страной в течение года. В его состав войдут пять человек, возглавит её бывший президент Южного Йемена Али Насер Мухаммед. В переговорах участвовали девять партий и группировок, среди которых Социалистическая партия, южное сепаратистское движение «Хирак». Возможность присоединения к соглашению рассматривает партия «аль-Ислах». Кроме того, продолжаются консультации со свергнутым президентом Хади. Согласно конституционной декларации будет сформирован переходный совет, состоящий из 551 участника из всех провинций Йемена, который и выберет состав президентского совета. Помимо этого, хуситы заявили о роспуске палаты представителей страны и формировании правительства технократов. Временным правительством был объявлен Революционный комитет во главе с Мухаммедом Али аль-Хуси.

## Убийство экс-президента Салеха
4 декабря 2017 года Али Абдалла Салех был убит силами МВД, подконтрольными ополчению «Ансар Аллах». Также был убит генеральный секретарь партии ВНК Ариф Аль-Зука, а сын экс-президента Халид был схвачен.

## СМИ
Хуситы имеют свой телеканал «Эль-Масира». Вещание осуществляется со спутника Нилсат: Частота 11641 SR — 27500 — FEC 5/6 и со спутника Экспресс АМ44 имени А. С. Попова: Частота 11150 SR — 4300 — FEC 3/4

### Комментарии
1. ↑  «Хезболла» признана террористической организацией в Австралии, Австрии, Аргентине, Великобритании, Гватемале, Германии, Гондурасе, Израиле, Канаде, Колумбии, Литве, Нидерландах, Парагвае, Сербии, Словении, США, Чехии, Швейцарии, Эстонии. Военное крыло «Хезболлы» также признано террористической организацией в Европейском союзе, Новой Зеландии, Республике Косово и Франции.